# Berliner TuFC Britannia 1892
Berlinner TuFC Britannia 1892 was een Duitse voetbalclub uit het Berlijnse stadsdeel Wilmersdorf. De club was in 1900 een van de stichtende clubs van de Duitse voetbalbond.

## Geschiedenis
De club werd op 2 juli 1892 opgericht, maar nam pas in 1896 deel aan een georganiseerde competitie van de nieuwe opgerichte Allgemeiner Deutscher Sport Bund. De club werd meteen kampioen voor Berliner FC Frankfurt 1885, een jaar later moest het de titel aan BFC Frankfurt laten. De sportbond was echter niet zo'n succes en Britannia sloot zich ook bij de Berlijnse voetbalbond aan dat datzelfde jaar ook nog een kampioenschap organiseerde. De volgende jaren speelde de club slechts een bijrol. In 1901/02 werd de competitie in twee groepen verdeeld. Britannia werd groepswinnaar en plaatste zich voor de finale tegen BTuFC Viktoria 1889. Na een 2:5 nederlaag won de club de terugwedstrijd met 2:1. Doordat doelsaldo nog niet van tel was kwam er een derde beslissende wedstrijd die door Viktoria gewonnen werd met 5:1. Het volgende seizoen bestond de competitie opnieuw uit één reeks en Britannia werd autoritair kampioen. De club plaatste zich zo voor de allereerste eindronde voor de landstitel, waar ze meteen verloren van de latere kampioen VfB Leipzig.
In 1903/04 had de club maar één puntje over op Viktoria 1889, maar kon de titel toch verlengen. In de nationale eindronde versloeg de club Karlsruher FV met 6:1 en SC Germania 1887 Hamburg met 1:3, waardoor de club zich voor de finale plaatste tegen VfB Leipzig. Door het feit dat Leipzig Magdeburger FC Viktoria 1896 en Duisburger SpV slechts met zuinige zeges opzij zette was Britannia torenhoog favoriet voor de finale, die in Cassel gespeeld zou worden. Echter werd de wedstrijd op de laatste dag geannuleerd omdat Karlsruher FV een klacht indiende. Karlsruher had met 1:6 verloren van Britannia maar de Duitse voetbalbond had zich niet aan de afspraak gehouden om elke wedstrijd op neutraal terrein te laten spelen en zo gelastte de bond de wedstrijd af.
De volgende seizoenen speelde de club slechts een bijrol. In 1906/07 werd de club zelfs voorlaatste. De volgende twee jaar werd de club wel weer derde. Vanaf 1911 ging de club in de nieuwe competitie spelen van de Brandenburgse voetbalbond. De competitie werd in twee groepen verdeeld en Britannia werd knap tweede achter BTuFC Viktoria. Het volgende seizoen was er nog maar één reeks en werd de club vijfde. In 1913/14 degradeerde de club.
In 1914 fuseerde de club met BFC Fortuna 1894 tot Berliner SV 92. Aanvankelijk zou de club Fortuna gewoon opslorpen en de naam Britannia behouden, maar omdat Groot-Brittannië de tegenstander was in de Eerste Wereldoorlog werd de naam van de club veranderd in Berliner SV 92 in 1914. Ook andere clubs Britannia Halle, Britannia Posen en Britannia Cottbus veranderden de naam.

## Erelijst
Kampioen Berlijn
1898, 1903, 1904